# Per amore di una donna
Per amore di una donna è un film del 2025 diretto da Guido Chiesa.
Il film è la trasposizione cinematografica del romanzo The Loves of Judith di Meir Shalev.

## Trama
Esther è una donna di quarant'anni americana e che dopo la morte di sua madre decide di recarsi in Israele e scoprire i segreti del suo passato che sono legati ad una donna vissuta negli anni '30 in Palestina.

## Promozione
Il trailer ufficiale del film è stato pubblicato il 9 maggio 2025.

## Distribuzione
Presentato in concorso al Bif&st-Bari International Film&Tv Festival nel 2025, il film è stato distribuito nelle sale cinematografiche italiane da Fandango Distribuzione il 29 maggio 2025.

## Accoglienza
Il film è stato accolto con recensioni perlopiù favorevoli dalla critica cinematografica.

## Riconoscimenti
- 2025 – Bif&st-Bari International Film&Tv Festival[9]
  - Miglior film